# Aemasia viridis
Aemasia viridis är en insektsart som beskrevs av Brunner von Wattenwyl 1895. Aemasia viridis ingår i släktet Aemasia och familjen vårtbitare. Inga underarter finns listade i Catalogue of Life.